# 洪憲

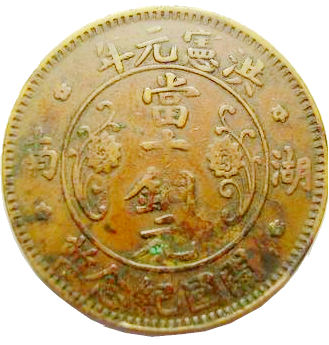
带有“洪宪元年”字样的中华帝国铜元。

洪憲（1916年1月1日—3月23日）是袁世凯预备成立的中華帝國之年号。
1915年12月31日，宣佈改次年为洪宪元年，取“洪扬宪法”之意。1916年3月22日宣布取消帝制，23日废止年号，其筹备帝制时间前后共计102天（此年为闰年）。袁世凯未尝正式登基，年号洪宪仅用于政府公文上，初民间报章书刋多沿用「民国五年」，后只使用「西曆一千九百十六年」，列強使节更不接纳。

## 紀年
| 洪憲 | 元年   |
| ---- | ------ |
| 西元 | 1916年 |
| 干支 | 丙辰   |

## 同期存在的其他政權之紀年
- 中國
  - 中華民國（1912年1月1日起）：中華民國之紀年
  - 宣統（1916年—1917年）：呂光尊奉之年號
- 日本
  - 大正（1912年—1926年）：日本——大正天皇之年號
- 越南
  - 維新（1907年—1916年）：阮朝——維新帝之年號。
  - 啟定（1916年—1925年）：阮朝——啟定帝之年號。